# Nizar Knioua
Nizar Knioua (8 de junho de 1983) é um basquetebolista profissional tunisiano.

## Carreira
Nizar Knioua integrou a Seleção Tunisiana de Basquetebol, em Londres 2012, que terminou na décima-primeira colocação.